# Nagy Alma Virág
Nagy Alma Virág (Baja, 2001. – ) magyar színésznő.

## Életpályája
2001-ben született Baján, és az ottani III. Béla Gimnáziumban érettségizett. Diákévei alatt, 2010-2019 között aktív tagja volt a Bajai Fiatalok Színházának. 2019-től 2021-ig a Pesti Magyar Színiakadémia hallgatója volt. 2021-ben felvételt nyert a Színház- és Filmművészeti Egyetem zenés színész szakára.

## Színházi szerepei
| Előadás                                       | Szerep                                        | Rendező        | Színház                           |
| --------------------------------------------- | --------------------------------------------- | -------------- | --------------------------------- |
| Kálmán Imre: A cirkuszhercegnő                | Mabel Gibson (2025)                           | Homonnay Zsolt | Budapesti Operettszínház          |
| Pintér Béla: Parasztopera                     | Mostohatestvér (2024)                         | Csáki Benedek  | Színház- és Filmművészeti Egyetem |
| Alan Menken: A Szépség és a Szörnyeteg        | Belle, a Szépség (2024)                       | Böhm György    | Budapesti Operettszínház          |
| Pejtsik Péter - Orbán János Dénes: Hamupipőke | Rózsa, később Hamupipőke, árva hajadon (2024) | Bozsik Yvette  | Budapesti Operettszínház          |
| Frank Wildhorn: Carmen                        | Katarina, a polgármester lánya (2024)         | Homonnay Zsolt | Budapesti Operettszínház          |
| Dés-Geszti: A dzsungel könyve                 | Túna (2018)                                   | Ottmár Attila  | Bajai Fiatalok Színháza           |
| Grimm: Hamupipőke                             | Ella / Hamupipőke (2017)                      | Ottmár Attila  | Bajai Fiatalok Színháza           |

## Interjúk
- Exkluzív interjú a magyar Hamupipőkével: „Mint egy valóra vált álom”[1]
- Egyszerre operett és musical – A Hamupipőke (saját változatban) a magyar fővárosban[2]
- Bajai lány az Operettszínház színpadán[3]
- Nagy Alma Virág: „Magamból építkezhetek”[4]
- Esti Broadway vendégei Nagy Alma Virág és Lipics Franciska[5]

## Felvételek
- Hamupipőke részlet - Nagy Alma Virág, Bordás Barbara
- Akkor szép az erdő...-Nagy Alma Virág
- Trailer ÁLOM ESETT A SZEMEMRE... - NAGY ALMA VIRÁG - koncert 2024.06.21.Baja